# Ca Eloi (Tivissa)
Ca Eloi també anomenat Ca Magrinyà és un edifici de Tivissa (Ribera d'Ebre) que forma part de l'Inventari del Patrimoni Arquitectònic de Catalunya.

## Descripció

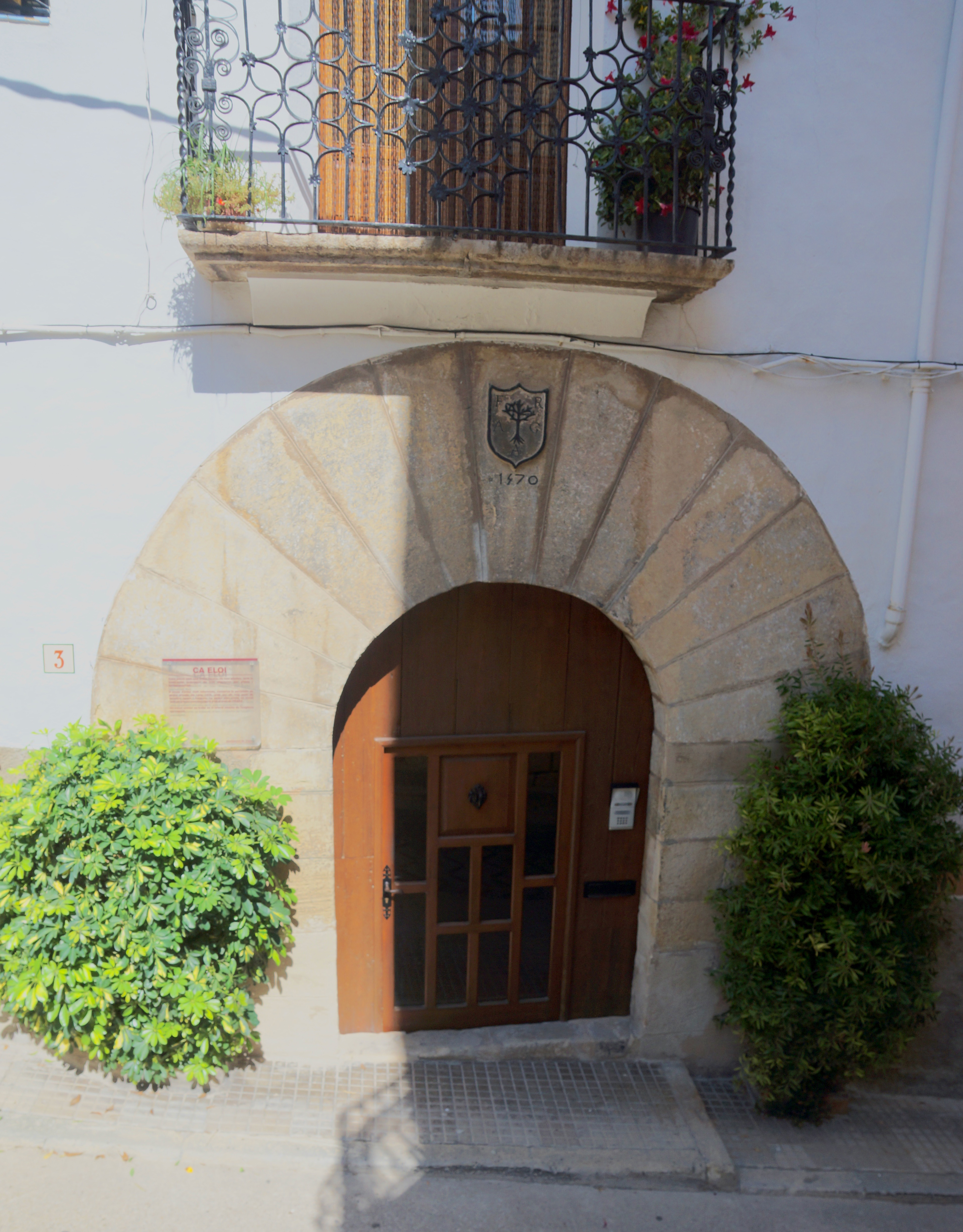
Portal

Està situat al carrer d'Avall, prop de la seva confluència amb la plaça del Mercat. És un edifici entre mitgeres de tres crugies. Consta de planta baixa, pis i golfes i té la coberta a dues vessants amb el carener paral·lel a la façana. Al centre del frontis hi ha el portal d'accés, d'arc de mig punt adovellat amb escut a la clau, que incorpora un motiu en forma d'arbre amb les lletres «FARGA» intercalades. Sota el camper hi ha la data «1570». Al seu voltant s'hi distribueixen les finestres de forma aleatòria, totes elles d'arc pla arrebossat i algunes de factura moderna. El primer pis té tres finestrals amb sortida a balcons de baranes forjades i base motllurada. Més amunt hi ha un rellotge de sol pintat, de forma ovalada i escut superior. La façana queda rematada amb un ràfec dentat. L'acabat exterior és arrebossat i pintat de color blanc. A l'interior s'hi conserven els sostres originals, de volta catalana ceràmica i d'arcs de mig punt de pedra a la planta baixa, i de cairats de fusta i canyís als pisos superiors. Sota les bigues s'hi conserva una mènsula, que podria haver suportat un artesonat o bé un altre tipus de sostre.

## Història
Antigament era coneguda com a Ca Jardí i avui se la coneix com a Ca Magrinyà o Ca Eloi, tot i dir-se el propietari Jardí. La casa es va salvar de l'incendi i destrucció promogut per les forces de Napoleó el 16 de juliol de 1810 perquè s'hi establí el general francès, mentre es cremaven els arxius de Ca la Vila i l'Abadia. Malauradament, l'antic arxiu d'aquesta casa, salvat de la Guerra del Francès, va ésser confiscat i destruït per les Brigades Internacionals el 1938. Fill d'aquesta casa és en Ramon de Magrinyà, que lliberà la Vila dels malfactors de la partida de la Porra, després de la Guerra del Francès.